# Контактная печать

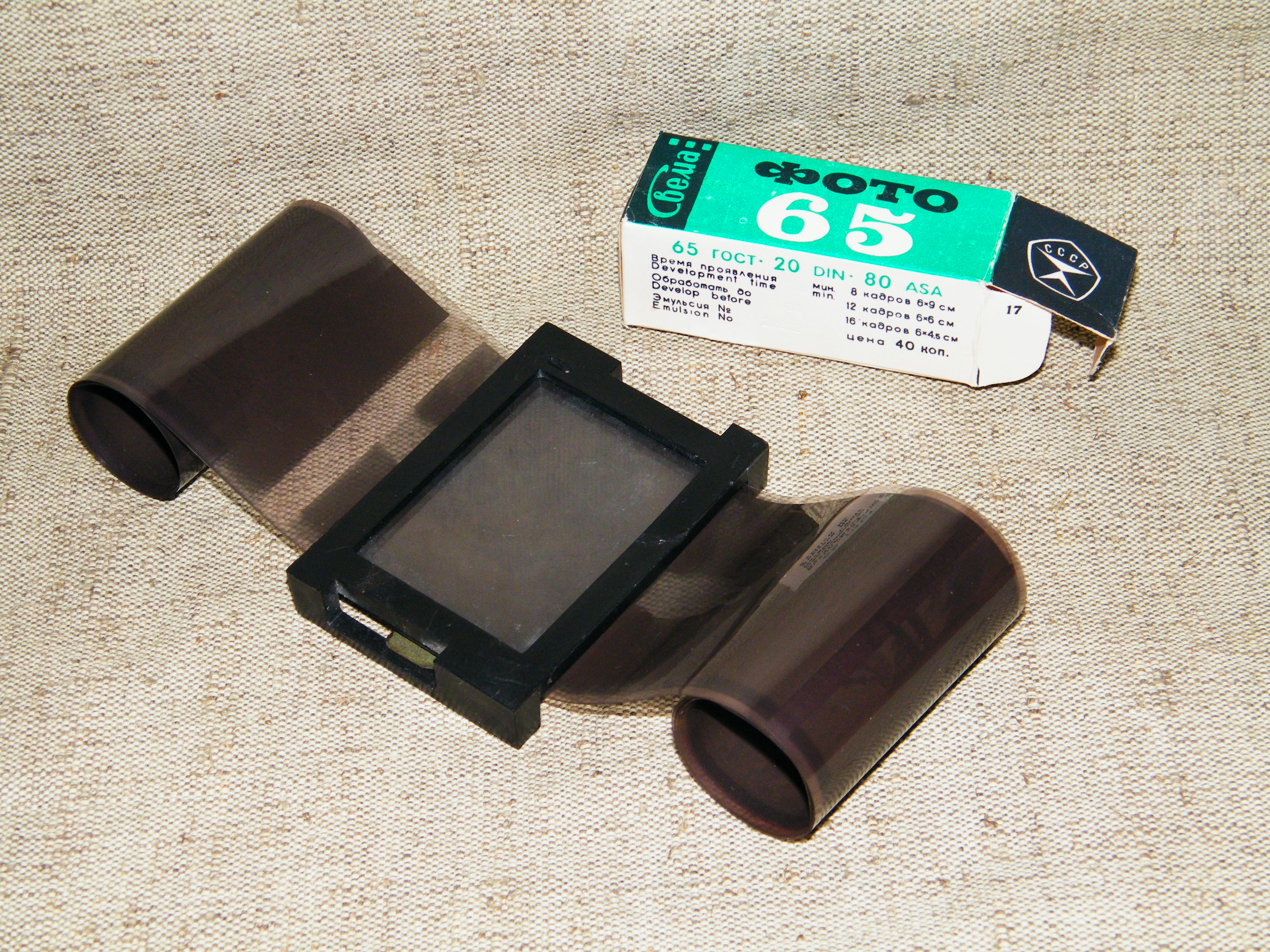
Рамка для контактной печати с роликовой фотоплёнки

Контактная печать — способ получения позитивного изображения в фотографии и кинематографе, при котором отпечаток на фотобумаге или позитивной киноплёнке получается путём экспонирования сквозь прижатый вплотную негатив, без использования объектива. При этом размер отпечатка совпадает с размером негатива. Кроме того, контактная печать часто используется в фотомеханических процессах при изготовлении типографских клише, а также в фотолитографии.
Для получения максимальной разрешающей способности и детализации негатив и позитивный материал должны плотно прижиматься друг к другу эмульсионными слоями. В случае печати на прозрачном фотоматериале изображение на позитиве получается зеркальным по отношению к объекту съемки, поэтому, для получения на экране прямого изображения при проекции снимок размещают подложкой к объективу. Прямой позитив может быть получен контактной печатью сквозь подложку перевёрнутого негатива направленным, а не рассеянным светом.

## Историческая справка
Контактная печать была первым способом тиражирования позитивного изображения в фотографии и кинематографе, и появилась задолго до оптической. Впервые контактная фотопечать использована в калотипии, изобретённой Тальботом в 1841 году. К бумажному негативу плотно прижималась пропитанная хлористым серебром бумага, темневшая под действием ультрафиолетового излучения Солнца. Дальнейшее развитие технологий фотографии привело к появлению альбуминовой печати на фотобумагу, покрытую взвесью хлоросеребряных микрокристаллов в альбумине, получаемом из яичных белков. Как и «солевая» бумага Тальбота, так и альбуминовая обладали очень низкой светочувствительностью преимущественно к ультрафиолетовой области спектра, и были пригодны только для контактной печати с помощью солнечного света. Проявление происходило непосредственно во время экспозиции, длившейся 25—30 минут, а затем бумага отделялась от негатива и погружалась в раствор вираж-фиксажа.
В 1868 году в Германии наладили выпуск целлоидиновых фотобумаг с таким же способом проявления, а в 1884 году два предыдущих типа уступили место аристотипным фотобумагам. Все эти фотобумаги позднее получили название «дневных», поскольку не были рассчитаны на экспонирование почти неактиничным для них искусственным светом. 
Во всех случаях негатив прижимался эмульсионным слоем к фотобумаге при помощи копировальной рамки. В результате получалось прямое позитивное изображение, ориентация которого совпадает с объектом съёмки. При этом размер получаемого позитива точно совпадал с форматом негатива, и для создания достаточно больших снимков съёмка должна была вестись на такой же негатив. Тем не менее, крупноформатные камеры были единственным классом фотоаппаратуры и использовались даже в экспедициях и для репортажной съёмки. Поэтому, контактная печать на этих бумагах не имела альтернативы вплоть до появления в 1879 году желатиносеребряных фотобумаг с проявлением. Их дальнейшее распространение тесно связано с развитием в 1930-х годах малоформатной фотографии, требующей большого увеличения.
Популярность компактной аппаратуры малого и среднего форматов привела к вытеснению контактной печати проекционной в большинстве отраслей фотографии, прежде всего в фотожурналистике. Тем не менее, в технических отраслях, таких как репродукционная съёмка, полиграфия и фотокопирование, контактная печать использовалась вплоть до появления цифровой фотографии. В фотостудиях контактная печать не выходила из обращения до 1980-х годов, поскольку ретушь крупноформатных негативов считалась неотъемлемой частью портретной фотографии. Контактным способом сквозь негатив экспонировался также светочувствительный слой пластин в фототипии, цинкографии и других фотомеханических процессах. Современная офсетная полиграфия также предусматривает экспонирование пластин сквозь прижатый вплотную позитив, полученный на фототехнической плёнке с помощью фотовывода цифровых файлов компьютерной вёрстки.

## Контактная печать в фотографии
В первые десятилетия существования в фотографии негативно-позитивного процесса контактная печать производилась в специальных копировальных рамках, предназначенных для плотного прижима фотобумаги к эмульсионному слою негатива. Копировальные рамки существовали двух разновидностей: со стеклом и без стекла. Последние в дореволюционной России назывались «американскими» и были дешевле «стеклянных». Копировальная рамка состоит из металлического или деревянного корпуса, и предназначена для прямой печати со стеклянных фотопластинок. На дно рамки, имеющей размеры определенного формата фотобумаги, кладут эмульсией вверх неэкспонированный лист и сверху прижимают стеклянным негативом. При этом эмульсионная сторона негатива обращена к фотобумаге, входя с ней в плотный контакт. В таком виде рамка выставляется на солнечный свет, экспонирующий фотобумагу сквозь негатив. В зависимости от оптической плотности участков негатива свет ослабляется в большей или меньшей степени, формируя позитивное изображение.
Распространение желатиносеребряных фотобумаг с проявлением, обладавших большой светочувствительностью, сделало невозможным печать при дневном свете, слишком сильном для таких фотоматериалов. В практику фотографии вошла печать при помощи керосиновых, а позднее электрических ламп в затемнённой фотолаборатории с неактиничным освещением. Позднее появились более удобные для контактной печати на бромосеребряных бумагах копировальные станки, представляющие собой светонепроницаемый ящик с расположенными внутри лампами накаливания. Негатив укладывается на толстое стекло, расположенное над лампами, а фотобумага прижимается к нему верхней крышкой с эластичной подушкой. В СССР выпускались контактные копировальные станки «КП-10» для печати с негативов или прозрачных оригиналов размером до 50×60 сантиметров. Для обеспечения наилучшего контакта между оригиналом и фотоматериалом, станок оснащался надувной резиновой подушкой для прижима. Кроме этого станка выпускались «КП-8М», «ПКП-1», «КС 30×40» и «АКД-55». Последний тип был рассчитан на печать с 35-мм негативов.
Кроме ламп белого света большинство станков снабжались лампой неактиничного красного света с отдельным включателем. Она предназначалась для удобства работы и точного совмещения негатива с фотобумагой.

## Контактная печать в кинематографе
Контактная печать использовалась для получения позитива, начиная с самых первых систем кинематографа. Аппарат братьев Люмьер кроме съёмки и проекции обеспечивал также контактную печать, для которой в него заряжались проявленный негатив и позитивная киноплёнка. Печать происходила рассеянным светом через кадровое окно аппарата при вынутом объективе. По мере развития отрасли и с ростом тиражей фильмокопий появились специализированные кинокопировальные аппараты, первые из которых были рассчитаны именно на контактную печать.
Профессиональный кинематограф изначально предполагает тиражирование фильмокопий и не предусматривает возможности просмотра киноплёнки, полученной непосредственно из киносъёмочного аппарата. В результате, для получения на экране конгруэнтного (незеркального) изображения, кинопроекторы форматов 35 и 70-мм рассчитаны на зарядку киноплёнки подложкой к объективу. При такой зарядке любой позитив, полученный контактной печатью, даёт на экране прямое изображение.
При массовом тиражировании фильмокопий наиболее выгодна более сложная трёхступенчатая технология, при которой с оригинального негатива печатается промежуточный позитив, а с него один или несколько дубль-негативов, с которых печатаются фильмокопии. При этом за счёт нечётного (трёхкратного) количества стадий контактного копирования получается такой же позитив, как и при одноступенчатой печати. В результате, контактная печать готовых фильмокопий ведётся с совмещённого и выровненного по плотности дубль-негатива. Такая технология позволяет использовать «ротационные» кинокопировальные аппараты с непрерывным движением киноплёнки, характерные большой производительностью и низким износом дубльнегатива. В отличие от оптической печати, которая может вестись как при традиционной ориентации негатива (контратипа), так и через его подложку, контактная печать предусматривает плотный контакт эмульсионных слоёв копии и оригинала. При расположении такой фильмокопии в кинопроекторе эмульсией к объективу, на экране получалось бы зеркально перевёрнутое изображение.
Узкоплёночные кинопроекторы (16-мм и меньше) наоборот, рассчитаны на прохождение киноплёнки, сходное с кинокамерой, так как изначально эти форматы разрабатывались как любительские и рассчитаны на обращаемую киноплёнку. Поэтому при печати узкоплёночных фильмокопий используется оптическая печать через подложку негатива. Значительно реже узкоплёночные фильмокопии печатают контактным способом через подложку: в этом случае используется направленный, а не рассеянный свет. Однако, резкость таких фильмокопий ниже, чем отпечатанных традиционным способом. При любительской контактной печати полученная зеркальная копия заряжалась в кинопроектор подложкой к объективу, что приводило к её ускоренному износу неприспособленным для этого фильмовым каналом.

## Контактные «контрольки»

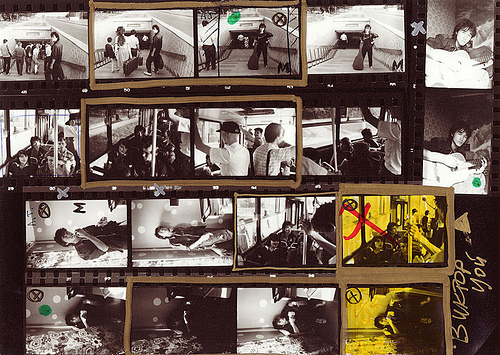
Контактный отпечаток малоформатных негативов Игоря Мухина с авторской разметкой

В фотожурналистике получила распространение контактная печать с малоформатных и среднеформатных негативов, позволяющая разместить на общем листе фотобумаги кадры всей плёнки. Обычно на листе формата 24×30 сантиметров можно отпечатать все 36—40 кадров малоформатного негатива или 12 кадров 6×6 плёнки тип-120. Разрезанная на отрезки соответствующего размера проявленная фотоплёнка раскладывается на листе фотобумаги, прижимается стеклом и экспонируется светом от объектива фотоувеличителя. Направленный характер света допускает неплотный контакт негативов с эмульсией фотобумаги, позволяя получать резкость изображения, достаточную для рассматривания невооружённым глазом.

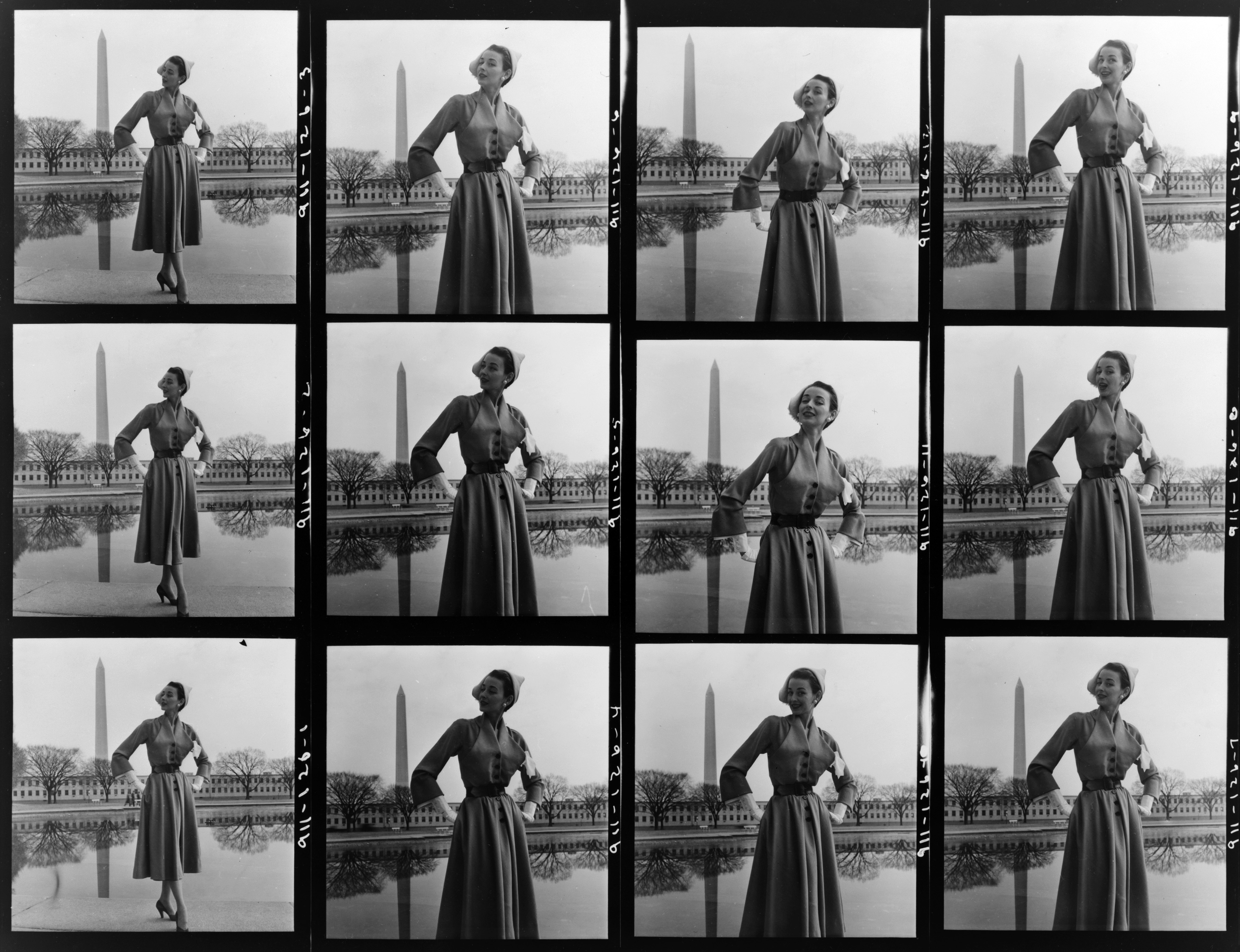
Контрольки среднеформатных негативов

Полученные позитивы непригодны для использования в качестве конечных отпечатков из-за малого размера, но позволяют в общих чертах оценить содержание съёмки и осуществить предварительный отбор снимков. Кроме того, отпадает необходимость повторных просмотров самого негатива, увеличивающих риск его повреждения. Иногда контактные отпечатки выполняют роль авторского дневника, где фотограф отмечает и анализирует проделанную работу. В некоторых случаях на «контрольках» обозначают рамкой приблизительное кадрирование будущих фотографий для выставочной печати, а также отмечают публикацию фотографий в прессе.
Контактные отпечатки обычно пронумерованы и хранятся отдельно от негативов в архивах (фотоагентствах), позволяют быстро найти тот или иной кадр. Наибольшую известность приобрёл архив контактных отпечатков агентства «Магнум Фото». В СССР практика печати контактных «контролек» считалась слишком дорогой и не получила широкого распространения, в том числе из-за сложности выравнивания плотности кадров, снятых с большими отклонениями от экспозиции.

### Публикации «контролек»
В середине семидесятых годов американский фотограф и издатель Ральф Гибсон выпустил книгу «Контакты», в которой более сотни фотографов показали как фотопроизведения, так и листы с контактами, из которых эти фотографии выбирались.
Известна также серия учебных фотофильмов, где известные фотографы, рассказывая о своих самых известных фотографиях, показывают и свои контакты. В серии представлены классики фотографии, такие как Йозеф Куделка, William Klein, Helmut Newton и многие другие мастера.
В 2006 году фотоагентство Contact Press представило в Перпиньяне выставку «30 ans de Contact(s)», состоящую из контактных отпечатков.
В последней редакции книги The Americans как рабочий материал представлены контактные отпечатки американского фотографа Robert Frank.